# Енчевич, Марин Драганович
Марин Драганович Енчевич (1860—1934) — болгарский и российский военный, российский генерал-лейтенант.

## Биография
Родился 1 августа 1860 года в г. Велико Тырново, Болгария.
Образование получил в гимназии.
В военную службу вступил 9 августа 1878 года. Окончил военное училище в Софии (1879). Выпущен прапорщиком (ст. 10.05.1879) в 23-ю Рущукскую дружину. Подпоручик (ст. 01.08.1880). Поручик (ст. 30.08.1882).
Окончил Александровскую военно-юридическую академию (1885; по 1-му разряду). Был прикомандирован к Одесскому военно-окружному суду (28.05.-01.09.1885). Княжеским указом назначен и.д. военного следователя при Рущукском военно-окружном суде (05.09.-01.10.1885). Тем же указом был назначен и.д. военного прокурора Рущукского военно-окружного суда (01.10.-08.11.1885).
Комендант села Сливница (08.11.1885-09.03.1886). Участник сербско-болгарской войны 1885—1886 годов. В 1886 году эмигрировал в Россию. В том же году нелегально появлялся в Болгарии и принимал участие в попытке переворота в городе Сливен. После неудачи, в 1887 году, снова уехал в Россию.
Окончил Академию Генерального Штаба (1890; по 2-му разряду). Штабс-капитан (ст. 06.03.1892). Командовал ротой в стрелковом батальоне в Ашхабаде (впоследствии 3-й Закаспийский стрелковый батальон). Капитан (пр. 1894; ст. 27.04.1894; за отличие).
Подполковник (ст. 15.03.1898). Командовал батальоном 90-го пехотного Онежского полка (1900). Состоял при штабе 23-й пехотной дивизии для исполнения обязанностей начальника штаба (11.05.-22.07.1901). Командир 8-го Закаспийского стрелкового батальона в Кушке (08.03.1903-21.09.1904).
Полковник (пр. 1903; ст. 13.01.1903; за отличие). Командовал ротой, батальоном и полком. Командир 4-го стрелкового полка (с 21.09.1904).
Участник русско-японской войны 1904—1905 годов. Участвовал в сражении при Мукдене в составе сводно-стрелкового корпуса в колонне генерала Домбровского. Был ранен и контужен.
Генерал-майор (пр. 1912; ст. 11.01.1912; за отличие). С 11 января 1912 года — командир 2-й бригады 2-й Сибирской стрелковой дивизии.
Участник Первой мировой войны. Командующий (позже начальник) 62-й пехотной дивизией (03.04.1915-28.08.1917). Генерал-лейтенант (пр. 02.06.1916; ст. 11.01.1916).
После Октябрьской революции и прихода к власти в России большевиков — арестовывался ЧК. Состоял на службе в РККА. Преподавал в военном училище в Смоленске (до 1922 года).
В 1922 году Енчевич возвратился в Болгарию.
Умер в Софии 4 июля 1934 года.

## Награды
- Награждён орденом Св. Георгия 4-й степени (25 апреля 1916) и Золотым оружием (9 мая 1907).
- Также награждён орденами Св. Анны 3-й степени (1898); Св. Станислава 2-й степени с мечами (1906); Св. Анны 2-й степени с мечами (1906); Св. Владимира 3-й степени (1911); Св. Станислава 1-й степени с мечами (1915).